# Henri-Ambroise de la Chapelle
Henri Ambroise Antoine de la Chapelle (Luxemburg, 30 mei 1801 - Leuven, 5 maart 1844) was een Zuid-Nederlands edelman.

## Geschiedenios
In 1739 werd door keizer Karel VI erfelijke adel verleend aan Jean-Pierre Chapelle, met toelating zich voortaan de la Chapelle te noemen.

## Levensloop
De zoon van Jean-Pierre was Antoine-Ignace de la Chapelle, controleur van de posterijen, vrederechter en thesaurier van het kanton Luxemburg, getrouwd met Marguerite Grell en vervolgens met Marie-Catherine Hencké. Hij had twee zoons:
- Gérard de la Chapelle (1783-1850), zoon uit het eerste huwelijk, belastingontvanger in Niederhaven (Groothertogdom) werd in 1822, onder het Verenigd Koninkrijk der Nederlanden, erkend in de erfelijke adel. Hij lichtte echter de open brieven niet, zodat de erkenning zonder gevolg bleef.
- Henri-Ambroise-Antoine de la Chapelle werd ontvanger van belastingen in Leuven. In 1823 werd hij erkend in de erfelijke adel onder het Verenigd Koninkrijk der Nederlanden en in 1825 kreeg hij vergunning om zich de la Chapelle te noemen. Hij trouwde in 1833 in Luxemburg met Joséphine Recht (°1804), maar het gezin bleef kinderloos en de naam doofde uit bij zijn overlijden in 1844.